# 华严镇
华严镇，是中华人民共和国四川省资阳市安岳县下辖的一个乡镇级行政单位。

## 行政区划
华严镇下辖以下地区：
龙园村、双电村、福田村、幸福村、乐园村、平坝村、百福村、青龙村、三泉村、花艳村、泉水村、颂堰村、白合村、石花村、船蓬村、夫子村和群力村。